# Беюш
Беюш (на румънски: Beiuş; на унгарски: Belényes) е малък румънски град в окръг Бихор. Разположен е около бреговете на река Кришул Негру по нейното горното течение. На 15 km в югоизточна посока е град Щей, а на 45 km на северозапад се намира окръжният център Орадя. Градът има жп гара по линията Вашкъу-Щей-Беюш-Орадя. Населението на града е 10 667 души (по данни от преброяването от 2011 г.).